# Blas Tapparello
Blas Dante Tapparello (Venado Tuerto, Argentina; 5 de abril de 1995) es un futbolista argentino. Juega como delantero y su equipo actual es Polisportiva Budoni Calcio de Italia.

## Clubes
| Club                            | País      | Año         |
| ------------------------------- | --------- | ----------- |
| Freamunde                       | Portugal  | 2015        |
| Aliados Lordelo                 | Portugal  | 2015        |
| Sportivo Rivadavia (VT)         | Argentina | 2016        |
| Centro Juventud Antoniana       | Argentina | 2016        |
| Deportivo Madryn                | Argentina | 2017 - 2018 |
| Independiente de Chañar Ladeado | Argentina | 2019        |
| Berazategui                     | Argentina | 2020 - 2021 |
| Cañuelas                        | Argentina | 2021        |
| ASD Ilvamaddalena 1903          | Italia    | 2021 - 2022 |
| Unione Calcio Cuoiopelli        | Italia    | 2022 - 2023 |
| ASD Ilvamaddalena 1903          | Italia    | 2023 - 2024 |
| Cittanova Calcio                | Italia    | 2024        |
| ASD Ilvamaddalena 1903          | Italia    | 2024 - 2025 |
| Polisportiva Budoni Calcio      | Italia    | 2025 - Act. |

## Palmarés

### Campeonatos regionales
| Título                   | Equipo                  | País      | Año  |
| ------------------------ | ----------------------- | --------- | ---- |
| Liga Venadense de Fútbol | Sportivo Rivadavia (VT) | Argentina | 2016 |

- Datos: Q23927841